# Квітневська сільська рада
Квітне́вська сільська́ ра́да (до 2013 року — Квітнева) — колишня адміністративно-територіальна одиниця та орган місцевого самоврядування в ліквідованому Білогірському районі Хмельницької області. Адміністративний центр — село Квітневе.

## Основні дані
Квітневська сільська рада утворена в 1921 році.
- Територія ради: 39,14 км²
- Загальна площа населених пунктів: 4,62 км²
- Населення ради: 1 281 особа (станом на 2001 рік)
- Середня щільність населення: 32,73 осіб/км².

## Історія
Хмельницька обласна рада рішенням від 12 вересня 2013 року у Білогірському районі перейменувала Квітневу сільраду на Квітневську.
Ліквідована у 2018 році та приєднана до Білогірської селищної громади.

## Географія
Сільська рада розташована у південно-східній частині Білогірського району, на схід південний схід від районного центру Білогір'я, на правобережжі річки Горинь.
Територією сільської ради, із південного сходу на північний захід, протікає безіменна річка, права притока Горині (басейн Прип'яті).

## Населення
Зміна чисельності населення за даними переписів і щорічних оцінок:
| Роки      | 1984  | 2001   | 2010   | 2011   |
| --------- | ----- | ------ | ------ | ------ |
| Населення | 2 410 | ▼1 281 | ▼1 186 | ▼1 181 |

## Населені пункти
Сільській раді підпорядковані населені пункти:
- с. Квітневе
- с. Весняне
- с. Соснівка
- с. Соснівочка

## Господарська діяльність
Основним видом господарської діяльності населених пунктів сільської ради є сільськогосподарське виробництво. Воно складається із ТОВ ІВК «Рідний Край», фермерських (одноосібних) та індивідуальних присадибних селянських господарств. Основним видом сільськогосподарської діяльності є вирощування зернових та технічних культур; допоміжним — вирощування овочевих культур та виробництво м'ясо-молочної продукції.
На території сільради працює шість магазинів, три загально-освітні школи: I–III ст., I–II ст. та I ст., три дитячих сади, Соснівський сільський клуб, Квітневське поштове відділення, АТС, три фельдшерсько-акушерських пункти (ФАПи), водогін (18,9 км), газопровід (18,9 км). Газифіковано всі населенні пункти сільради.
На території сільради діє церква «Апостолів Петра та Павла» Української православної церкви.

## Автошляхи та залізниці
Протяжність комунальних автомобільних шляхів становить 9,2 км, з них:
- із твердим покриттям — 0 км;
- із асфальтним покриттям — 0 км;
- із ґрунтовим покриттям — 9,2 км.

Протяжність доріг загального користування 10,5 км:
- із твердим покриттям — 3,5 км;
- із асфальтним покриттям — 7,0 км;

По території сільської ради проходить регіональний автомобільний шлях Кременець — Ржищів (Н02).
Найближча залізнична станція: Жижниківці (в селі Жижниківці), розташована на залізничній лінії Шепетівка-Подільська — Тернопіль.